# Isata Kanneh-Mason
Isata Kanneh-Mason (* 1996) ist eine britische Pianistin.

## Leben
Isata Kanneh-Mason studierte bei Joanna MacGregor und Carole Presland an der Royal Academy of Music in London. Gefördert wurde das Studium vom Elton John Scholarship Fund, weshalb sie bereits 2013 nach Abschluss des Grundstudiums mit Elton John in Los Angeles auftrat. 2019 veröffentlichte sie ihr Debüt-Album Romance – The Piano Music of Clara Schumann (Decca Classics), das es in den UK Classical Charts auf den 1. Platz schaffte. Während des Covid-19-Lockdowns in England hat sie gemeinsam mit ihren Geschwistern musikalische Live-Streams produziert. Ihre Interpretation des ersten Satzes aus Beethovens Klavierkonzert Nr. 3 c-Moll op. 37 erreichte im Internet mehr als eine Million Aufrufe.

## Familie
Isata Kanneh-Mason ist die Schwester des Cellisten Sheku Kanneh-Mason.

## Auszeichnungen
- 2020: Opus Klassik in der Kategorie „Nachwuchskünstlerin des Jahres (Klavier)“[4]
- 2021: Leonard Bernstein Award des Schleswig-Holstein Musik Festivals[5]

## Diskografie
- Romance. The Piano Music of Clara Schumann. Mit Elena Urioste, Violine; Royal Liverpool Philharmonic Orchestra, Dirigentin: Holly Mathieson (Decca; 2019)
- Summertime. Solo-Werke von Samuel Barber, George Gershwin, Amy Beach, Aaron Copland, Samuel Coleridge-Taylor (Decca; 2021)

- Muse. Werke von Sergei Rachmaninow und Samuel Barber. Mit Sheku Kanneh-Mason, Cello (Decca; 2021)